# Envisat
O Envisat é o maior satélite de observação da Terra construído até agora. É constituído por 10 instrumentos que lhe permitem uma análise rigorosa da atmosfera, continentes, oceanos e gelo do planeta. Os dados recolhidos pelo Envisat são utilizados para o estudo científico da Terra, análise ambiental e alterações climaticas.
Os dados enviados pelo Envisat estão a ser utilizados também para o projecto GLOBCOVER que visa produzir um mapa global de cobertura territorial com uma resolução três vezes mais nítida do que qualquer mapa de satélite anterior.

## Características
- Lançamento - 1 de Março de 2002, da base de Kourou na Guiana Francesa
- Lançador - Ariane 5
- Peso - 8211 kg
- Dimensões - 10m x 4m x 4m
- Potência eléctrica - 6,5 KW
- Número de instrumentos - 10
- Altitude da órbita - 800 km
- Tipo de órbita - Circular Heliosíncrona
- Tempo de órbita - 101 minutos
- Cobertura - Global

## Instrumentos
- AATSR (Advanced Along Track Scanning Radiometer)

O principal objectivo deste instrumento é garantir a continuidade dos dados obtidos através dos instrumentos ATSR-1 e ATSR-2 presentes, respectivamente, nos satélites ERS-1 e ERS-2, relativos à leitura precisa do nível de temperatura da superfície dos mares.
Devido às suas características, este instrumento permite ainda outros tipos de medições relativas ao solo (como pode ser o caso da vegetação, onde pode medir parâmetros como a biomassa, o grau de crescimento e de saúde, e a mistura), ou às nuvens (onde poderá medir a distribuição do tamanho das partículas, ou o rácio água/gelo).
- LRR (Laser RetroReflector)

Este não é verdadeiramente um instrumento para efectuar medições da Terra. Serve para se obter uma medição rigorosa da posição do satélite, e não é mais que um reflector de laseres de alta potência periódicos transmitidos pelas estações terrestres, cuja posição é fixa e conhecida, e que ao receber o laser reflectido conseguem calcular a posição exacta do Envisat.
- ASAR (Advanced Synthetic Aperture Radar)

O objectivo do ASAR é obter uma representação de alta resolução da reflectividade de tiras de terreno através de um feixe de radar, podendo obter-se representações do mar e da terra em quaisquer condições climatéricas.
- MERIS (MEdium Resolution Imaging Spectrometer)

O MERIS mede a radiação solar reflectida pela Terra através de um espectrómetro de 15 faixas espectrais nas regiões do visível e do quase infravermelho. Este instrumento consegue fazer uma cobertura total do planeta em 3 dias.
O principal objectivo é medir a cor do mar, sendo possível converter estes dados em concentração de clorofila, concentração de sedimentos em suspensão, e carga de aerossóis. O MERIS é também capaz de medir a altura do topo das nuvens e a altura total da coluna de vapor.
- RA-2 (Radar Altimeter 2)

O RA-2 é um radar de alta precisão direccionado para o ponto nadir. É usado para obter a topografia dos oceanos. Pode também ser usado para monitorizar os blocos de gelo marinho.
Medindo a potência e a forma do eco do radar, é possível medir a velocidade do vento e a altura das ondas, sendo estes dados usados para ajudar na previsão meteorológica.
- MWR (MicroWave Radiometer)

A principal função é medir o vapor de água presente na atmosfera e a água presente nas nuvens, servindo estes dados como factores de correcção para o RA-2. Este instrumento permite ainda efectuar uma medição da emissividade do solo.
- DORIS (Doppler Orbitography and Radiopositioning Integrated by Satellite)

O DORIS é um sistema de posicionamento através da medição de sinais de uma rede densa de emissores terrestres. Os dados são processados em terra, permitindo um posicionamento orbital com uma precisão da ordem dos centímetros, e também a bordo do satélite, permitindo uma posicionamento em tempo real com uma precisão da ordem das dezenas de centímetros.
As medições deste instrumento podem também ser usados para o estudo da dinâmica dos solos terrestres, para monitorizar glaciares, deslizamento de terras e vulcões, e ainda para melhorar o modelo do campo gravitacional terrestre e da ionosfera.
- GOMOS (Global Ozone Monitoring by Occultation of Stars)

O GOMOS tem como missão monitorizar os níves de Ozono (O3) na atmosfera, medindo a radiação electromagnética proveniente das estrelas, pois esta é afectada pelos gases presentes na atmosfera terrestre. É feita, para isso, uma análise espectral em várias bandas do espectro electromagnético. O GOMOS tem a capacidade de efectuar medições de dia ou de noite.
Além da capacidade de elaboração de perfis de Ozono, é possível a determinação de perfis de gases como o Dióxido de Azoto (NO2) e Trióxido de Azoto (NO3). Consegue obter uma cobertura global com uma medição típica de mais de 600 perfis por dia.
- MIPAS (Michelson Interferometer for Passive Atmospheric Sounding)

O MIPAS é um espectrómetro de Transformada de Fourier que mede com alta-resolução o espectro de emissão dos gases que circundam a Terra. Opera na região dos infravermelhos onde muitos dos principais gases constituintes da atmosfera têm emissões significativas.
Este instrumento permite um estudo aprofundado da composição química e da dinâmica da atmosfera média, e uma monitorização dos níves de Ozono e CFC's da estratosfera.
- SCIAMACHY (SCanning Imaging Absorption SpectroMeter for Atmospheric CHartographY)

Este instrumento é um espectrómetro de imagem cuja missão principal é a medição global de gases na troposfera e na estratosfera, o que é feito através da captação da radiação transmitida, deflectida e reflectida pela atmosfera, na faixa do espectro entre os 240nm e os 2400nm.
As medições obtidas permitem a investigação de vários fenómenos que influenciam a composição química da atmosfera como são o caso da poluição, queima de biomassa, fogos florestais, emissões industriais e erupções vulcânicas.